# Subulussalam
A cidade de Subulussalam localiza-se na província de Achém, no norte da ilha de Sumatra, na Indonésia.  Possui uma área de 1.391 km² e uma população de 60.298 habitantes (2009).